# Ватерполо на Светском првенству у воденим спортовима 2011.
Такмичње у ватерполу је на Светском првенству у воденим спортовима 2011. одржано од 17. до 30. јула, у Шангају, Кина.

## Календар
| ● | Утакмице | ● | Финала |

| Јул |    |    |    |    |    |    |    |    |    |    |    |    |    |    |    |
| 16  | 17 | 18 | 19 | 20 | 21 | 22 | 23 | 24 | 25 | 26 | 27 | 28 | 29 | 30 | 31 |
|     | ●  | ●  | ●  | ●  | ●  | ●  | ●  | ●  | ●  | ●  | ●  | ●  | ●  | ●  |    |

## Освајачи медаља

### Коначан пласман
| Дисциплина        |     |     |     | 4   | 5   | 6   | 7   | 8  | 9   | 10  | 11  | 12  | 13  | 14  | 15   | 16  |
| ----------------- | --- | --- | --- | --- | --- | --- | --- | -- | --- | --- | --- | --- | --- | --- | ---- | --- |
| Мушкарци - детаљи | ИТА | СРБ | ХРВ | МАЂ | ШПА | САД | НЕМ | ЦГ | АУС | КАН | ЈАП | РУМ | КАЗ | БРА | КИНА | ЈАР |

| Дисциплина    |     |      |     | 4   | 5   | 6   | 7   | 8   | 9   | 10   | 11  | 12  | 13  | 14  | 15  | 16  |
| ------------- | --- | ---- | --- | --- | --- | --- | --- | --- | --- | ---- | --- | --- | --- | --- | --- | --- |
| Жене - детаљи | ГРЧ | КИНА | РУС | ИТА | АУС | САД | ХОЛ | КАН | МАЂ | КУБА | ШПА | НЗЛ | КАЗ | БРА | ЈАР | УЗБ |

## Биланс медаља
|    | Држава     | Злато | Сребро | Бронза | Укупно |
| -- | ---------- | ----- | ------ | ------ | ------ |
| 1. | Грчка      | 1     | 0      | 0      | 1      |
| 1. | Италија    | 1     | 0      | 0      | 1      |
| 2. | Кина       | 0     | 1      | 0      | 1      |
| 2. | Србија     | 0     | 1      | 0      | 1      |
| 3. | Русија     | 0     | 0      | 1      | 1      |
| 3. | Хрватска   | 0     | 0      | 1      | 1      |
|    | Укупно (6) | 2     | 2      | 2      | 6      |

## Мушки идеални тим светског првенства
| Позиција | Играч                      | Клуб        | Утакмица/ минутажа | Гол. | Проценат успешности | Асистенције | Блокаде | Украдене лопте |
| -------- | -------------------------- | ----------- | ------------------ | ---- | ------------------- | ----------- | ------- | -------------- |
| Голман   | Стефано Темпести, Италија  | ВК Про Реко | 6 / 198            |      | 66% 64/97           |             |         | 9              |
|          | Козмин Раду, Румунија      |             | 6 / 145            | 20   | 62,5% 20/32         | 2           | 2       | 3              |
|          | Алекс Ђорђети, Италија     | ВК Про Реко | 6 / 111            | 8    | 40,0% 8/20          | 2           | 1       | 7              |
|          | Филип Филиповић, Србија    | ВК Про Реко | 6 / 163            | 19   | 51,4% 19/37         | 4           | 6       | 3              |
|          | Андрија Прлаиновић, Србија | ВК Про Реко | 6 / 171            | 9    | 36,0% 9/25          | 7           | 2       | 10             |
|          | Норберт Марадаш, Мађарска  | ВК Про Реко | 6 / 168            | 19   | 45,2% 14/31         | 6           | 2       | 3              |
|          | Михо Бошковић, Хрватска    | Вашаш       | 6 / 106            | 15   | 53,6% 15/28         | 3           | 3       | 4              |

## Женски идеални тим светског првенства
- Најбоља играчица: Ма Хуанхуан
- Најбољи стрелац:  Бланка Жил Сорли 25 голова
- Најбоља голман: Елена Кувду
- Идеални тим првенства:  Ма Хуанхуан,  Сун Јатинг,  Бланка Жил Сорли,  Јелена Прокофјева,  Роберта Бјанкони,  Антиђони Румпреси,  Елена Кувду.

## Састави екипа победница

### Мушкарци
|  | Италија  | Стефано Темпести (кап), Амаурис Перез, Николо Ђито, Пјетро Фиљоли, Алекс Ђорђети, Маурицио Фелуго, Николо Фигари, Валентино Гало, Кристијан Прешути, Дени Фиорентини, Матео Ајкарди, Амалдо Десерти, Ђакомо Пасторино Селектор: Алесандро Кампања |
|  | Србија   | Слободан Соро, Марко Аврамовић, Живко Гоцић, Вања Удовичић (кап), Милош Ћук, Душко Пијетловић, Слободан Никић, Милан Алексић, Никола Рађен, Филип Филиповић, Андрија Прлаиновић, Стефан Митровић, Гојко Пијетловић Селектор: Дејан Удовичић       |
|  | Хрватска | Јосип Павић, Дамир Бурић, Михо Бошковић, Никша Добуд, Маро Јоковић, Петар Муслим, Франо Карач, Андро Бушље, Сандро Сукно, Самир Барач (кап), Фран Пашквалин, Пауло Обрадовић, Иван Буљубашић Селектор: Ратко Рудић                                |